# حركة لبيك باكستان
حركة لبيك باكستان (TLP) حزب سياسي باكستاني تم تشكيله تحت قيادة خادم حسين رضوي، زعيم تحريك لبيك يا رسول الله. في 26 يوليو 2017، تم تسجيل مفوضية الانتخابات الباكستانية ومنحت المنظمة علامة الرافعة. وأميرها الحالي هو سعد حسين رضوي.

## تأسيسه
سبب قيام الحركة هو أنه في 29 فبراير 2016 تم شنق ممتاز قادري بأمر من حكومة باكستان في راولبندي وأعلن عن قيام الحركة في جنازته التاريخية في روالبندي. هدف هذه الحركة هو حماية قانون التجديف ومنع الحكومة من أية محاولة في إجراء تعديل أو حذف نص القانون حماية لعرض النبي عليه الصلاة والسلام وأيضاً لملء الفراغ السياسي الإسلامي.

## انتخابات فرعية 2017
- تنافس الحزب لأول مرة في الانتخابات الفرعية على مقعد NA-120 ، الذي تم إخلاؤه بسبب عدم كفاءة نواز شريف، في 17 سبتمبر 2017، احتل المركز الثالث.[4]
- حصل في الانتخابات الفرعية التي أجريت على مقعد NA-4، والتي تم إخلائها عند وفاة جولزار خان، على المركز الخامس في عام 2017.[5]

## الانتخابات الفرعية 2018
كما احتفظت بالمركز الثالث في دائرة جهانجير تارين غير المؤهلة في الانتخابات الفرعية NA-154 في 12 فبراير 2018 .  